# Quốc vụ khanh
Quốc vụ khanh là danh xưng của một chức vị thành viên nội các hoặc chính phủ của một quốc gia
Quốc vụ khanh có cấp bậc tương đương Bộ trưởng (cũng có thể cao hơn hoặc thấp hơn) là người đứng đầu một Bộ trong Chính phủ, hoặc là người được bổ nhiệm trong trường hợp thay thế Bộ trưởng Bộ ngoại giao để tiến hành các hoạt động đối ngoại, hoặc có thể là Bộ trưởng không bộ hoặc được chính phủ giao phụ trách một lĩnh vực công tác nào đó trong một bộ.
Quốc vụ khanh thường là vị trí được bổ nhiệm về mặt chính trị, mặc dù tại một số nước như Đức hoặc Thụy Điển thì vị trí này có thể do một thành viên trong bộ máy hành pháp (dân chính) đảm nhiệm. Ở Tòa Thánh Vatican, có một thể chế gọi là Quốc vụ khanh; do một vị Hồng y đứng đầu thể chế này và phối hợp hoạt động của tất cả các bộ của Giáo triều Rôma (tương đương Thủ tướng). Tại Vương quốc Liên hiệp Anh và Bắc Ireland, Quốc vụ khanh Anh Quốc là thành viên của Nội các Anh Quốc, do Quốc vương bổ nhiệm theo đề nghị của Thủ tướng Anh (tương đương Bộ trưởng). Trong Chính phủ liên bang Hoa Kỳ, tiếng Việt quen gọi Quốc vụ khanh Hoa Kỳ là Bộ trưởng Bộ Ngoại giao Hoa Kỳ hay Ngoại trưởng Hoa Kỳ.